# Limnophyes griseatus
Limnophyes griseatus är en tvåvingeart som först beskrevs av Edwards 1931.  Limnophyes griseatus ingår i släktet Limnophyes och familjen fjädermyggor. Inga underarter finns listade i Catalogue of Life.